# Фаворити Імператора Гонорія
«Фаворити імператора Гонорія» (англ. The Favourites of the Emperor Honorius) — картина англійського художника Джона Вільяма Вотергауса, створена в 1883 році.

## Опис
На картині зображений західноримський імператор Гонорій, який годує на килимку птахів. Темні кольори килима та одягу імператора вказують на простір приміщення. На відстані від Гонорія і птахів зображена група радників, одягнених у світлий одяг. Вони прагнуть привернути увагу правителя. На задньому плані картини височіє статуя першого римського імператора Октавіана Августа.
Про захоплення імператора Гонорія птахами відомо з праці «Війна з вандалами» візантійського історика Прокопія Кесарійського: «Кажуть, що в цей час в Равенні василевсу Гонорію один з євнухів, найімовірніше, доглядач його пташника, повідомив, що Рим загинув. У відповідь василевс голосно вигукнув: „Та це ж я тільки що годував його зі своїх рук!“. Річ у тому, що у нього був величезний півень, на ім'я Рим. Євнух, зрозумівши його слова, сказав, що місто Рим загинуло від руки Алариха. Заспокоївшись, василевс сказав: „А я–то, друже, подумав, що це загинув мій півень Рим“. Настільки велика, кажуть, була нерозсудливість цього василевса».

## Виставки
«Фаворити імператора Гонорія» є частиною колекції галереї Південної Австралії.